# Witchfinder General (película)
Witchfinder General, titulada El inquisidor o El general witchfinder en España y Cuando las brujas arden en México, es una película de terror británica de 1968 dirigida por Michael Reeves. Fue protagonizada por Vincent Price, Ian Ogilvy, Hilary Dwyer y Robert Russell. El guion, escrito por Reeves y Tom Baker, está basado en la novela Witchfinder General de Ronald Bassett. 

## Trama
El año 1645, Inglaterra está asolada por una guerra civil en que se enfrentan dos bandos: los realistas y los parlamentarios. El conflicto bélico ha otorgado mayor poder a los señores locales, que aprovechan esto para hacer cumplir sus caprichos. En la zona de Anglia Oriental, el abogado Matthew Hopkins (Vincent Price) ha expandido la paranoia por la supuesta presencia de brujas, lo que lo ha llevado a recorrer aldeas para juzgar y matar a personas acusadas de practicar la brujería. Durante sus viajes Hopkins es acompañado por su asistente John Stearne (Robert Russell).
Richard Marshall (Ian Ogilvy) es un soldado del bando de los parlamentarios, quien tras salvar la vida de su capitán viaja a la aldea de Brandenston, Suffolk, para visitar a su amada, Sara (Hilary Dwyer). El tío de la joven, John Lowes (Rupert Davies), es el sacerdote del pueblo. Lowes le da permiso a Marshall para que se case con Sara, con la condición que se la lleve lejos del pueblo. El soldado descubre que el sacerdote está asustado ya que él y su sobrina han sido amenazados por los demás habitantes del pueblo. Antes de volver con su batallón, Marshall le promete a Sara que la cuidará de todo peligro. Al abandonar Brandenston, el soldado se cruza con Hopkins y Stearne, quienes habían sido avisados por los habitantes del lugar que el sacerdote era un adorador de Satanás.
Hopkins y Stearne llegan a la casa de Lowe y comienzan a torturarlo para que confiese su crimen. Mientras el sacerdote es torturado, Sara le ofrece a Hopkins favores sexuales a cambio de la seguridad de su tío. Hopkins acepta y deja a Lowe en la cárcel. Stearne descubre el trato existente entre Hopkins y Sara, y aprovechando que su jefe debe viajar a una aldea cercana, viola a la joven. Cuando Hopkins regresa y descubre lo que hizo Stearne, decide que Sara ya no le es de utilidad por lo que ordena a su asistente que siga torturando al sacerdote hasta que confiese sus supuestos crímenes. Lowe es torturado y posteriormente ahorcado junto a otras dos personas acusadas de ser brujas.
Luego de que los cazadores de brujas se vayan de Brandenston, Marshall oye las noticias del ahorcamiento y se dirige al pueblo. Al llegar, Sara le cuenta lo ocurrido, incluyendo los favores sexuales que realizó con el fin de salvar la vida de su tío. Tras oír la historia, el soldado se casa con la joven y jura vengarse de los asesinos de Lowe. Antes de regresar con su batallón, Marshall le pide a Sara que vaya a la aldea de Lavenham para que esté más segura. El soldado encuentra al asistente de Hopkins en una taberna, pero tras una pelea entre ambos Stearne logra escapar. Posteriormente, Hopkins y Stearne se separan luego de que un grupo de soldados intentara confiscar sus caballos.
Hopkins llega a Lavenham para juzgar a tres mujeres acusadas de ser brujas. Mientras tanto, Marshall y un grupo de soldados están en una misión para atrapar al rey de Inglaterra, que se cree ha intentado escapar del país. Tras descubrir que el monarca había logrado huir a Francia, Marshall es informado que en la aldea de Lavenham están juzgando a unas brujas, por lo que se dirige al lugar. Hopkins vuelve a reunirse con Stearne y ambos se enteran de que Sara está en la aldea, por lo que es probable que Marshall esté cerca. En vez de irse, Stearne y Hopkins planean atrapar al soldado y acusarlo junto a su esposa de brujería. Los cazadores de brujas logran atrapar a Sara y a Marshall y los llevan a un castillo para torturarlos. Mientras la joven es torturada, Hopkins le dice al soldado que la única forma de salvarla es confesando su culpabilidad. Sin embargo, Marshall se rehúsa a hacerlo y logra liberarse. Los compañeros de Marshall llegan a la mazmorra del castillo y ven cómo el soldado ataca a Hopkins con un hacha. Uno de los soldados mata al moribundo cazador de brujas con su pistola, tras lo cual Marshall le reprocha encolerizado que se lo haya arrebatado. La película termina con Sara gritando descontrolada, producto de la locura.

## Reparto
- Vincent Price como Matthew Hopkins.
- Ian Ogilvy como Richard Marshall.
- Hilary Heath como Sara Lowes.
- Robert Russell como John Stearne.
- Rupert Davies como John Lowes.
- Patrick Wymark como Oliver Cromwell.
- Wilfrid Brambell como Master Loach.
- Nicky Henson como Robert Swallow.

## Recepción
Witchfinder General obtuvo en general una respuesta positiva por parte de la crítica cinematográfica. La película posee un 83% de comentarios positivos en el sitio web Rotten Tomatoes, basado en un total de 12 reseñas. En 2005, la película fue incluida por la revista británica Total Film dentro de las 50 mejores películas de terror de todos los tiempos.